# 농경문 청동기
농경문 청동기(農耕文 靑銅器)는 한 면에 밭을 일구는 남성과 새 잡는 여성, 다른 한 면에는 나뭇가지 위에 새가 앉아 있는 장면을 새긴, 청동 의기(儀器)로 추정되는 유물이다. 2014년 2월 3일 문화재청에서 국가지정문화재(보물)로 지정 예고 절차를 거쳐, 2014년 5월 8일 대한민국의 보물 제1845호로 지정되었다.

## 모양새
농경문 청동기의 주문양은 양각으로 새겼고 각 면의 테두리 문양 등은 음각으로 새기고 있어 고리를 매단 방식과 함께 상당히 복잡한 주조법으로 제작되었음을 추정할 수 있다.
남성이 밭을 일구는 장면은 한 해가 시작되는 초봄에 풍요를 기원하는 농경의례 가운데 파종을 나타낸 것으로, 조선 후기 함경도, 평안도 지역에서 행해졌던 나경(裸耕), 혹은 기경속(起耕俗)을 연상시킨다. 그 하단의 인물은 가을에 추수하는 여성을 표현한 것으로 추정되고, 그 옆 여성의 앞에 놓여있는 항아리는 초기철기시대의 흑도장경호(黑陶長頸壺)의 모습이다.
뒷면에서 보이는 나뭇가지에 앉아 있는 새 모양 조각은 《삼국지》(三國志) 〈한전〉(韓傳), 《후한서》(後漢書) 등에 나오는 소도(蘇塗, 솟대)와 한국 민간신앙에 나타나는 신간(神竿)을 표현한 것으로 판단된다. 이러한 신간숭배 신앙은 한국과 시베리아 지방에 널리 분포하였던 습속으로 인간의 영혼을 저승으로 안내한다는 상징적인 의미를 가진다.
크기는 13.5cm이다.

## 가치
이 유물은 하반부가 결실되었으나 역사 기록이나 고고학적 발굴조사를 통해서 밝힐 수 없는 당대의 생업과 신앙을 생생하게 보여준다는 점에서 문화사적 가치가 높다. 또, 농경문 청동기는 앞서는 청동주조 기술을 바탕으로 기존의 청동기에서는 볼 수 없는 풍부하고도 생생한 문화상을 표현하고 있는 점에서도 가치가 높다.

## 참고 자료
- 농경문 청동기 - 국가유산청 국가유산포털